# الأمنية في إدراك النية
الأمنية في إدراك النية كتاب فقهي للإمام شهاب الدين القرافي يبحث في قضية إسلامية مهمة وهي قضية النية، حيث بحث المصنف في حقيقة النية، ومحلها، وإيجابها في الشرع وتنبيهات في ذلك، ولم جاء التنصيص بقول رواة الحديث: «قال النبي صلى الله عليه وسلم: إنما الأعمال بالنيات»، ولم يقل: إنما الأعمال بالإرادات، وأمور أخرى في هذا الموضوع.
ومما جاء في الكتاب ما يلي: "وها أنا أبسط من موارد النية في نظر الشرع ما يمهد لك هذا البحث في عشرة أنواع فهي مختلفة الحقائق متشابهة الأحكام إن شاء الله
- النوع الأول: ما اعتبر الشرع فيه النية لتميز المدلولات كالحالف أو الناذر بلفظ مشترك فالشرع إنما يوجب الكفارة أو الوفاء فيما نواه دون غيره.
- النوع الثاني: صرف الألفاظ عن حقائقها المدلولات إلى مجازاتها كالحالف أو الناذر بلفظ عام أو مطلق وينوي به تخصيص ذلك العام أو تقييد ذلك المطلق فالشرع إنما يعتبر المجاز المنوي دون الحقيقة المدلولة.
- النوع الثالث: صرف الألفاظ إلى بعض ما يصلح له بالنية كألفاظ الكنايات في الطلاق والعتاق والأيمان إلى بعض المحامل التي يصلح لها اللفظ في ذلك الباب ولا تترتب الأحكام الشرعية إلا على المنوي دون غيره.
- النوع الرابع: صورة الذكاة في الحيوان المقدور عليه والعقر في الصيد دائرة بين سبب التحريم الذي هو المينة وبين سبب الإباحة الذي هو الذكاة الشرعية.